# Goura de Sclater
La goura de Sclater (Goura sclaterii) és una espècie d'ocell de la família dels colúmbids (Columbidae) que habita els boscos del sud de Nova Guinea. Ha estat considerat una subespècie de Goura scheepmakeri.